# Axel Honneth
 Der er for få eller ingen kildehenvisninger i denne artikel, hvilket er et problem. Du kan hjælpe ved at angive troværdige kilder til de påstande, som fremføres i artiklen.

Axel Honneth (født 18. juli 1949) er en tysk professor og filosof og er først og fremmest kendt for sin anerkendelsesteori. Han er tidligere elev af Jürgen Habermas.
Honneth betragter mennesket som et anerkendelsessøgende væsen. Via kritik af forhold, der hindrer individer i at opnå anerkendelse, og dermed i at realisere sig selv, fører han arven fra Frankfurterskolen videre med sin udgave af en normativ, kritisk teori om samfundet.

## Værker
- Kampf um Anerkennung. Frankfurt/M. 1992 (neue Auflage 2003), ISBN 3-518-06748-6.[2]
- Desintegration - Bruchstücke einer soziologischen Zeitdiagnose. Frankfurt/M. 1994, ISBN 3-596-12347-X.
- Das Andere der Gerechtigkeit. Aufsätze zur praktischen Philosophie. Frankfurt/M. 2000, ISBN 3-518-29091-6.
- Kritik der Macht. Frankfurt/M. 2000, ISBN 3-518-28338-3.
- Leiden an Unbestimmtheit. Eine Reaktualisierung der Hegelschen Rechtsphilosophie. Stuttgart 2001, ISBN 3-15-018144-5.
- Das Werk der Negativität. Eine psychoanalytische Revision der Anerkennungstheorie. I: Werner Bohleber, Sibylle Drews (Udg.): Die Gegenwart der Psychoanalyse - Die Psychoanalyse der Gegenwart. Stuttgart 2001, ISBN 3-608-94349-8, S. 238–245.
- Michel Foucault - Zwischenbilanz einer Rezeption / Frankfurter Foucault-Konferenz 2001 (som Udg.). Frankfurt/M. 2003, ISBN 3-518-29217-X.
- Kommunikatives Handeln (som udgiver sammen med Hans Jonas). Frankfurt 2002, ISBN 3-518-28225-5.
- Umverteilung oder Anerkennung? (med Nancy Fraser). Frankfurt/M. 2003, ISBN 3-518-29060-6.
- Dialektik der Freiheit. Frankfurter Adorno-Konferenz 2003, Frankfurt/M. 2005, ISBN 3-518-29328-1.
- Verdinglichung - Eine anerkennungstheoretische Studie. Frankfurt am Main 2005, ISBN 3-518-58444-8.
- Schlüsseltexte der Kritischen Theorie. (als Hrsg.), Wiesbaden 2005, ISBN 3-531-14108-2.
- Axel Honneth: The Tanner Lectures on Human Values Arkiveret 28. februar 2008 hos  Wayback Machine (PDF; 8,5 MB), Englisch, 2005
- Pathologien der Vernunft. Geschichte und Gegenwart der Kritischen Theorie. Frankfurt/M. 2007, ISBN 978-3-518-29435-2
- Bob Dylan. Ein Kongreß (som udgiver sammen med Peter Kemper og Richard Klein), Frankfurt/M. 2007, ISBN 978-3-518-12507-6
- Erneuerung der Kritik. Axel Honneth im Gespräch. Udg. af Mauro Basaure, Jan Philip Reemtsma, Rasmus Willing. Campus, Frankfurt am Main 2009
- Das Recht der Freiheit - Grundriß einer demokratischen Sittlichkeit. Suhrkamp, Frankfurt am Main 2011, ISBN 978-3-518-58562-7.

Essays
- Axel Honneth: Gerechtigkeit und kommunikative Freiheit. Überlegungen im Anschluss an Hegel Arkiveret 19. januar 2012 hos  Wayback Machine (PDF; 53 kB)
- Axel Honneth: Work and Recognition. A Redefinition Arkiveret 23. oktober 2013 hos  Wayback Machine, Audio-Datei, Englisch, 2007
- Axel Honneth: Sublimierungen des Marxschen Erbes – Eine Richtigstellung aus gegebenem Anlass (Jürgen Habermas zum 80.), i: "Blätter für deutsche und internationale Politik", 6/2009, S. 53ff. (Online)
- Fataler Tiefsinn aus Karlsruhe. Zum neuesten Schrifttum des Peter Sloterdijk. I: Die Zeit. Nr. 40, 24. September 2009.